# Guaytacama
Guaytacama es una parroquia perteneciente al cantón Latacunga, en la Provincia de Cotopaxi, Ecuador. Se encuentra enclavada en los andes ecuatorianos cerca del volcán Cotopaxi.

## Turismo y artesanías
Este pueblo tiene gente muy hábil que tejen con totora esteras, tazas, y varias artesanías de uso doméstico.
Esta parroquia cuenta con varios lugares que pueden ser de interés como visitar lugares donde cultivan la totora, existen ojos de agua en su hábitat natural, otro lugar que es importante visitarlo es la parroquia eclesiástica de Cuicuno, ahí pueden admirar al Sr. del Árbol que se encuentra en una iglesia que tiene una construcción bastante admirable, ya que fue construida por habitantes de la parroquia. En Cuicuno también existen pobladores que realizan artesanías con lana, pueden encontrar bolsos, ponchos, chales, etc. 

## Festividades

Iglesia de Guaytacama

La festividad principal se desarrolla el 24 de junio (San Juan Bautista). En la mayoría de pueblos andinos se festeja en estas fechas la cosecha, sin embargo, luego del proceso de invasión y colonización de los españoles y el irrumpimiento de la religión se forzó a los pueblos andinos a festejar a los santos.

## Platos típicos y agricultura
Las tortillas de maíz son propias del sector ya que su gente es eminentemente agrícola, siembran y cosechan maíz, frejol, papas, morocho, etc. Los habitantes se dedican a la ganadería por lo que existen varias queseras artesanales.

## Transportes
Existe una cooperativa de transportes públicos "Guaytacama" que tiene turnos cada 15 minutos a la ciudad de Latacunga, también una cooperativa de transportes livianos que presta el servicio desde las 6 a. m. a las 8 p. m., Usualmente el jueves existen turnos al cantón Saquisilí, ya que la mayoría de habitantes sacan sus productos agrícolas y animales a las ferias populares. En las cercanías de la parroquia Guaytacama pasa la ruta del tren que viene desde la ciudad de Quito.[cita requerida]

## Barrios
- Cevallos
- El Calvario
- La Libertad
- La Floresta
- Narváez
- Pilacoto
- Pupaná Sur
- Pupana Norte
- San Sebastián
- San Pedro
- Santa Inés
- Vicente León
- Santa Ana
- calle Vicente leon
- Cuicuno

## Educación
Entre las principales instituciones educativas tenemos: la Unidad Educativa "San José" y la Unidad Educativa "Riobamba" ubicada en el barrio Pilacoto.